# タウロメニオン包囲戦
タウロメニオン包囲戦は第二次シケリア戦争中の紀元前394年冬にシュラクサイの僭主ディオニュシオス1世が引き起こした戦い。第一次シュラクサイ包囲戦に勝利したディオニュシオスは、シケル人を征服することによってシュラクサイの領土を広げ、シケリア北部の都市にギリシア人を入植させることによって、政治的影響力を拡大していた。タウロメニオンはシケル人の都市でカルタゴと同盟関係にあり、シュラクサイとメッセネ（現在のメッシーナ）を脅かしていた。ディオニュシオスは紀元前394年冬にタウロメニオンを包囲したが、夜襲が失敗したために包囲を解いて撤退した。カルタゴはペストの蔓延のためシケリアから遠征軍を撤退させていたが、同盟都市であるタウロメニオンが攻撃されたために戦争を再開した。この戦争は紀元前392年に平和条約が結ばれて一時的に収まったが、ディオニュシオスはシケル人に対する支配が認められ、他方カルタゴはハリカルス川とヒメラ川（en）以西の領土を維持した。

## 背景
セリヌス（[現在のマリネッラ・ディ・セリヌンテ）に攻撃されたセゲスタ（現在のカラタフィーミ＝セジェスタのセジェスタ遺跡）がカルタゴに支援を求めると、紀元前409年にカルタゴはシケリアに遠征軍を派遣し、セリヌスとヒメラ（現在のテルミニ・イメレーゼの東12キロメートル）を占領・破壊した（セリヌス包囲戦、第二次ヒメラの戦い）。カルタゴ軍は一旦引き上げるが、シュラクサイのヘルモクラテスが義勇軍を組織してシケリアのカルタゴ領を攻撃すると、カルタゴは紀元前406年に再び遠征軍を送り、アクラガス（現在のアグリジェント）を破壊（アクラガス包囲戦）、翌紀元前405年にはゲラ（現在のジェーラ）とカマリナ（現在のラグーザ県ヴィットーリアのスコグリッティ地区）を占領・略奪した（ゲラの戦い、カマリナ略奪）。劣勢となったシュラクサイの僭主ディオニュシオスはカルタゴ遠征軍司令官のヒミルコと平和条約を結んだ。しかしディオニュシオスは紀元前404年から紀元前398年の間に自軍の戦力を強化すると、カルタゴ領モティア（現在のマルサーラのサン・パンタレオ島）を、歩兵80,000、騎兵3,000、軍船200および輸送船500の兵力をもって占領・破壊し（モティア包囲戦）、さらにセゲスタを包囲した（セゲスタ包囲戦）。
しかし翌紀元前397年にはヒミルコが陸軍50,000、三段櫂船400、輸送船600でシケリアに戻りパノルムス（現在のパレルモ）に上陸した。ここで現地兵30,000を加えたヒミルコはまずモティアを奪回し、続いてシュラクサイ軍が包囲していたセゲスタに向かった。ディオニュシオスは数に勝るカルタゴ軍との戦闘を避けてシュラクサイに撤退した。ヒミルコは一旦パノルムスに戻ると、守備兵を残してリパラ（現在のリーパリ）に向かい、そこで30タレントを献上金として出させた。続いてメッセネ（現在のメッシーナ）付近に上陸すると、艦隊を用いて海側から奇襲を行いメッセネを占領・破壊した（メッセネの戦い）。これによりカルタゴはメッシーナ海峡を支配し、また反シュラクサイのギリシア殖民都市である対岸のレギオン（現在のレッジョ・ディ・カラブリア）と同盟を結んだ。

## 戦略的状況
メッセネを抑えると、メッシーナ海峡を支配し、600隻のカルタゴ艦隊全体が停泊可能な港を得、シケリアとイタリア南部の間の海上交通を妨害することも可能となる。しかしヒミルコはメッセネに基地を置くことはしなかった。おそらくカルタゴから遠く離れた都市を維持する自信がなかったものと思われる。またメッセネを脱出したギリシア人は、近郊の丘陵地帯の要塞に立てこもっており、これらを落していくには時間がかかる。ディオニュシオスに時間を与えると、シュラクサイが強化される恐れがある。カルタゴ軍の最終目的はシュラクサイに勝利することであり、メッセネは前座に過ぎなかった。カルタゴ本国には常備軍がなく、援軍を送るには傭兵の募集からはじめることとなり、時間がかかった。かといって、ヒミルコ自身の軍の一部をメッセネ守備に割くと、ディオニュシオスを攻撃する兵力が不足してしまう。もちろん、メッセネを離れた後に、背後のギリシア要塞からの敵対行動を完全に無視することはできなかった。彼がとった解決策は間接的アプローチと呼ばれる種類のもので、単純かつ巧妙なものであった。

### タウロメニオンの建設
ヒミルコはすでに幾らかのシケル人が入植していたタウロス山にタウロメニオン（現在のタオルミーナ）を建設することを選び、同盟していたシケル人を居住させ、都市を要塞化した。これは一石二鳥を狙ったものであった。街はメッセネからのギリシア軍の移動を封鎖できるほどメッセネに近く、かと言ってメッセネから奇襲をかけるには遠すぎ、将来シケリアで作戦を行う基地として最適の位置にあった。さらに、アソロス（en、現在のアッソロ）を除く全てのシケル人はディオニュシオスを憎んでおり、ヒミルコの軍に加わるか、あるいは元の居住地に戻ることを希望していた。
テーバイのエパメイノンダスは紀元前370年にメッセネを再建する際とメガロポリス（en）を建設した際に同じ戦略を採用している。メガロポリスはテーバイ軍がスパルタ軍に勝利した後にスパルタ領内に建設された。

### シケル人とギリシア人
ヒミルコがタウロメニオンを建設する前、ディオニュシオスは彼が略奪して無人となっていたナクソス（現在のジャルディーニ＝ナクソス）に、シケル人が入植することを認めた。しかし、シケル人はこれを評価せず、ヒミルコに協力することを選んだ。それまでのギリシア人との関係が、この決断に影響を与えたと思われる。
紀元前734年、シケリア先住民であるシケル人の領域に、シケリア最初のギリシア人殖民都市としてナクソスが建設された。その時以来、シケル人はギリシア人からの攻撃の犠牲となってきた。続いて、レオンティノイ（現在のレンティーニ）がナクソス市民によって建設されたが、ギリシア人はシケル人と争わないことを約束した。しかし、レオンティノイはギリシア本土のメガラから入植者を呼び、シケル人を追い出した。一方、それでもシケル人はギリシア人と友好を維持していた。ゲラの僭主ヒポクラテスはギリシア殖民都市およびシケル人との戦争のためにシケル人を傭兵として雇用したが、シケル人傭兵を虐殺したこともあった。カマリナ（現在のラグーザ県スコリッティ）のシケル人とギリシア人は、シュラクサイと戦うために協力し、ギリシア文化はシケル人の間に広がっていった。紀元前440年代にはドゥケティオスがシケル人を統合してギリシア人に抵抗したが、ギリシア側も連合してこれを撃退した。紀元前404年、ディオニュシオスはカルタゴへの戦争に先立ち、シケル人都市であるヘルベッスス、ヘンナ（現在のエンナ）およびヘルベティアを攻撃した。このため、シケル人はディオニュシオスを憎んでいた。

## 紀元前396年-紀元前394年のシケリア
タウロメニオンでシケル人の安全が確保されると、カルタゴ軍はカタナ（現在のカターニア）に向かった。ディオニュシオスもまた自軍をカタナに向けたが、弟のレプティネス率いる海軍の拙速な攻撃より、シュラクサイ海軍はカルタゴ海軍に大敗北を喫した（カタナ沖の海戦）。紀元前405年の平和条約でカルタゴの支配下となっていたシケリアのギリシア都市は、紀元前398年にディオニュシオスがモティアを攻撃するとカルタゴに反乱し、ディオニュシオス軍に加わっていた。海戦での敗戦の後、ギリシア人兵士達は陸戦でカルタゴ軍と決戦することを望んだが、ディオニュシオスはシュラクサイでの篭城戦を選んだ。このため、ギリシア兵は自身の都市に戻ってしまった。シケル人も一時はディオニュシオスに従っていたが、タウロメニオンの建設後はカルタゴ側につき、シュラクサイを囲むヒミルコに兵を提供した。
紀元前397年秋に、ヒミルコはシュラクサイの包囲を開始した。しかし翌年夏になるとカルタゴ軍にペストが蔓延し、多くの兵を失った。この機会を捉えたディオニュシオスはカルタゴ軍に夜襲をかけ撃破した。ヒミルコはディオニュシオスと秘密裏に交渉し、カルタゴ市民兵のみを率いて帰国した。取り残されたカルタゴ兵の内、シケル兵は脱出して故郷に戻り、イベリア兵はディオニュシオスの傭兵となったが、リビュア兵は奴隷とされた（第一次シュラクサイ包囲戦）。

### カルタゴ：ペストと反乱・マゴ司令官となる
ヒミルコが傭兵達を見捨ててカルタゴに帰還したことは、カルタゴ市民およびアフリカのカルタゴ領住民には納得されなかった。104人から成る元老院は非難はしなかったものの、敗北したカルタゴ軍将軍の例に習い、ヒミルコは自決した。彼は公的にこの敗北の全ての責任を負い、ぼろをまとって市内の全ての寺院を訪れて許しを請い、最後は自宅で絶食して死亡した。この後、カルタゴの神々へ生贄をささげたにもかかわらず、ペストがアフリカに流行し、カルタゴの国力は弱まった。さらには、シケリアで家族が見捨てられたことに不満を持つリビュア人が反乱した。リビュア人は70,000からなる陸軍を組織してカルタゴを包囲した。
カタナ沖の海戦の勝者であるマゴがカルタゴ軍の司令官となった。新たに傭兵を雇用するには時間も費用もかかったため、カルタゴ市民を武装させ城壁を守備させ、カルタゴ海軍が補給を担った。マゴは賄賂や他の手段を講じて反乱を終結させた。
カルタゴはシュラクサイの神殿の破壊を償うために、市内にデメテル神とコレ神の神殿を作り、適切な生贄をささげた。

#### シケリアのマゴ
マゴは続いてシケリアへと向かった。ディオニュシオスは紀元前396年にカルタゴ人都市であるソルス（現在のサンタ・フラーヴィアのソルントゥム遺跡）を略奪していた。シケリア西部にはヒミルコが残していった守備兵はいたが、カルタゴ政府はマゴに対して追加の兵力を送らなかった（または送れなかった）ため、手持ちの兵で対処するしかなかった。シケリア西部のエリミ人は戦争開始以来カルタゴを支持しており、シケリア・ギリシア人とシカニ人もマゴのカルタゴ到着を脅かすことなく、シケル人も敵対的ではなかった。
マゴは失われた領土を回復する代わりに、以前の立場に関わらず、ギリシア人、シカニ人、シケル人およびシケリア・カルタゴ人に協調と友好を求めた。多くのギリシア都市はディオニュシオスの二枚舌と拡張主義の犠牲となっており（ディオニュシオスはナクソス、レオンティノイ、カタナといったギリシア都市を破壊して市民を追放していた）、カルタゴの支配下に入ることを望むものもあった。
カルタゴは、ナクソス、レオンティノイ、カタナの難民、さらにはシケル人とシカニ人にもカルタゴ領への入植を認めた。またシケル人とは同盟を結んだ。カルタゴの厳しい支配のためカルタゴ側から離脱したギリシア都市は、このマゴの姿勢とディオニュシオスの脅威のため、それまでの親シュラクサイから中立に立場を変えた。

### シュラクサイ：ディオニュシオス地位を固める
正式な講和条約が結ばれていなかったにもかかわらず、ディオニュシオスはシケリアのカルタゴ領に直ちに兵を進めることはしなかった。戦争は多額の費用を要し、おそらく軍資金が不足していたと思われる。加えて、傭兵の反乱に対処せねばならず、さらにはカルタゴとの戦争の終結は彼自身の政治生命の終わりとなる可能性があった。まずはシュラクサイの安全を確保し、さらに傭兵にレオンティノイへの入植を認めて反乱を沈静化した後に、ディオニュシオスはシケリア東部での覇権確立を開始した。

## ディオニュシオスの作戦
イタリア半島南端でメッセネの対岸にあるレギオンはイオニア人の都市であり、シケリアのイオニア人都市であるナクソス、カタナ、レオンティノイを、ドーリア人であるディオニュシオスが破壊したため敵意を抱いていた。このため紀元前403年にシュラクサイ反ディオニュシオス勢力がクーデターを試みるとこれを支援した（皮肉なことに、カルタゴはこのときディオニュシオスを支援した）。紀元前400年頃にはシュラクサイを攻撃しているがこれは失敗している。さらに、ディオニュシオスはレギオンに個人的な恨みをもっていた。ディオニュシオスがレギオンから妻を求めたとき、レギオンは死刑執行人の娘とならば認めると回答していた。カルタゴはメッセネを破壊した後、メッシーナ海峡の支配権を得るためレギオンと同盟し、北方からシュラクサイを脅かした。丁度紀元前480年のヒメラの戦いの前に、レギオンのアナクシラスがカルタゴのハミルカルと同盟し、シュラクサイに対抗したのと同じ状況が再現された。

### 北方の安全確保
レギオンからの脅威があるため、シケリア西部のカルタゴ領に対する攻撃は二正面作戦となる可能性があり、ディオニュシオスはこれを実施しなかった。その代わり、メッセネにロクリから1,000人、メドマ（en、現在のロザルノ）から4,000人の入植者を受け入れてこれを再建した。またギリシア本土のメッセネ（en、現在のメッシニア県メシニ）からも幾らかを受け入れたが、スパルタがこれに反対したため彼らは後にティンダリス（en）に移された。メッセネの元々の住民もティンダリスに入植させた。ティンダリスは紀元前395年にディオニュシオスがシケル人都市であるアバカエヌム（現在のティンダリとミラッツォの間の内陸部）に土地を割譲させて建設した都市であるが、最終的には5,000人の人口となった。メッセネの再建とディンダリスの建設により、ディオニュシオスはシケリアの北西部の安全を確保した。レギオンはディオニュシオスがメッセネをレギオン攻撃の基地として使うことを恐れ、メッセネとティンダリスの間にミラエ（現在のミラッツォ）を建設し、ナクソスとカタナの難民を入植させ、メッセネの領土を縮小させた。レギオンに支援されたミラエは、シュラクサイを追放された将軍ヘロリスを指揮官として、メッセネのアクロポリスを攻撃した。しかし、メッセネ軍とディオニュシオスが派遣した傭兵はミラエ軍に勝利し、逆にミラエを攻撃しこれを降伏させた。ミラエの住人は街を去ることが許され、多くはシケル人領域に避難した。

## 序幕
ディオニュシオスはシケル人を攻撃し、スメネオウス（位置不明）とモルガンティナ（現在のアイドーネ）を占領し、カルタゴ領のソルスとシケル人都市のケファロイディオン（現在のチェファル）は裏切られた。シケル人都市のエンナは略奪され、戦利品によってシュラクサイの国庫は富んだ 。シュラクサイの領土は、アギリオン（現在のアジーラ）との境界にまで達した。アギリオンの僭主アギリスは冷酷な男であり、アギリオンの富裕な市民を殺害して自身の富を増やしていた。市民兵20,000と都市周辺の要塞は、シケリアにおいてはディオニュシオスに次ぐものであった。さらに、紀元前403年には、カルタゴがディオニュシオス救援のために派遣したカンパニア傭兵を支援しており、ディオニュシオスには個人的な負い目があった。

### ディオニュシオスと同盟したシケル人都市
ディオニュシオスはアギリスとケントリパ（現在のチェントゥーリペ）の僭主ダモンとは対立しないことにし、アギリオン、ケントリパに加え、シケル人都市であるヘルビタ、アソロス（現在のアッソロ。この都市は紀元前397年にタウロメニオンが建設された後でもディオニュシオスに忠実であった）およびヘルベッススと同盟を結ぶことにした。これによりシュラクサイから見てシケリア中央部に緩衝地帯ができることとなった。この緩衝地帯を設けた後、ディオニュシオスはレギオンとの取引を取りやめた。タウロメニオンはシュラクサイが支配する地域の間にあり、シュラクサイ陸軍・海軍の動きを阻害していた。このため、紀元前394年に冬に、ディオニュシオスはこのもっとも近い敵を攻撃することとした。

## 両軍兵力
ディオニュシオスが紀元前398年にモティア攻撃に率いた兵力は歩兵40,000と騎兵3,000であり、市民兵と傭兵の混成軍であった（少なくとも傭兵は10,000以上と推定される）。これに途中でギリシア人、シケル人、シカニ人の志願兵40,000が加わった。紀元前397年にカタナに向かった際の兵力は歩兵30,000、騎兵3,000であり、多数の傭兵を雇用するには資金が不足していたと思われ、軍の一部はシュラクサイ市民が担っていた。紀元前394年における兵力は不明であり、またギリシア艦隊の役割も不明である。

### ギリシア軍の編成
ギリシア軍の中心となるのは重装歩兵であり、市民兵に加えてディオニュシオスはイタリアとギリシアから多くの傭兵を雇用した。シケル人や他のシケリア先住民も重装歩兵として参加したほか、軽装歩兵（ペルタスト）も提供した。カンパニア傭兵はサムニウム兵もしくはエトルリア兵と同じような武装をしていた。ギリシア軍の標準的な戦法はファランクスであった。騎兵は裕福な市民、あるいは傭兵を雇用した。ディオニュシオスは以前はカルタゴ軍に雇用されており、シュラクサイ包囲戦でヒミルコに置き去りにされたイベリア兵を雇用していた。イベリア兵は紫で縁取られた白のチュニックを着て、皮製の兜をかぶっていた。イベリア重装歩兵は、密集したファランクスで戦い、重い投槍と大きな盾、短剣を装備していた。ディオニュシオスの陸軍は、ほとんどが傭兵によって構成されていたと思われる。ギリシア市民は短期の作戦を好み、長期作戦に参加することには積極的ではなかった。

### シケル人戦士
タウロメニオンを守備したシケル人兵力は不明である。シュラクサイやアクラガスのようなシケリアの大規模都市国家は10,000-20,000の市民を兵として動員でき、ヒメラやメッセネのようなやや小さな都市国家は3,000-6,000の兵を動員可能であった。タウロメニオンもおそらくはメッセネと同程度の兵力を動員可能だったと思われる。
シケル人はイタリアからシケリアに渡って来たと思われ、その軍はオスク人（カンパニア人やサムニウム人）の影響があったと思われる。シケル人は丘の上に要塞を築き、その周囲の村に住んでいた。その市民兵はオスク人やラテン人と同じく、おそらくは百人隊を基本としていた。装備は自前であり、ギリシア式の装備を採用していたと思われる。裕福でない市民は歩兵となり、富裕な市民は騎兵となった。サムニウム兵と同じく、シケル兵は、2本の投げ槍（突きにも使えるタイプ）を持ち、また幾らかは長槍兵で、どちらも丸型の盾を持っていた。兜、脛当て、胸当てを装着し、腹部を守るために幅広のベルトを用いた。幾らかのシケル兵は、ギリシア式の胸当て、軍帽、脛当てを採用していた。騎兵は青銅の鎧を着用し、剣と槍を持っていた。
シケル兵は待ち伏せと山地での襲撃を好んだが、必要であれば投げ槍兵を前方に、長槍兵を後列に配置し、側面を騎兵で守る戦列を組んだ。軽歩兵もまた用いられ、篭城戦では女性や子供もレンガやタイルを高所から投げる投擲兵となった。

## 作戦開始
シュラクサイ陸軍は南方からタウロメニオンに接近し、ナクソスの廃墟に野営地を設営し、ナクソスへの連絡路を遮断した。タウロメニオンの防御は堅固であった。街は渓谷に挟まれており、攻城用斜路を作らない限り攻城兵器を接近させることは不可能であった。しかしディオニュシオスは市民の飢えを待つつもりはなく、攻撃実施計画を立てた。
ディオニュシオスは攻撃実施のために、包囲を冬にも継続した。冬季の戦闘は、敵だけではなく自然環境とも戦う必要があるために、当時は一般的ではなかった。狩猟採集が限られる（穀物は収穫前である）ため、補給も問題であった。ディオニュシオスは、カルタゴとレギオンも冬季に軍事行動を行う準備ができていないこと、またタウロメニオン自身も予期していないと考え、この冬季作戦を決断した。

### タウロメニオンの防御体制

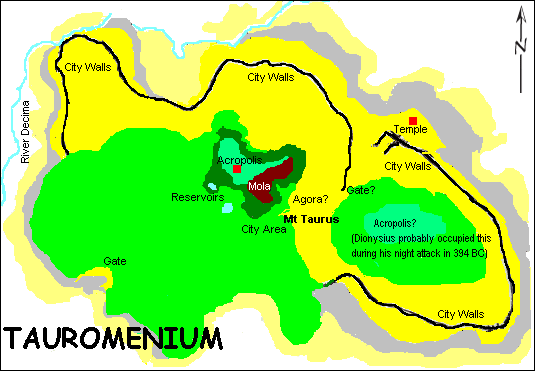
タウロメニオンの地形

タウロメニオンは高さ200メートルのタウロス山の山頂に建設された都市であり、周囲は深い渓谷で囲まれており、攻撃可能な場所には城壁が築かれていた。アクロポリスは標高212メートルと最も高い地点にあり、街全体を見渡せた。タウロメニオンにはもう一つアクロポリスがあったと言われるが、おそらくは後にギリシア劇場が建設された場所と思われる。南側の崖の上には西門があった。タウロメニオンからはナクソスが見下ろせたが、ナクソスはシケリア最初のギリシア殖民都市であり、そこからシケル人に対するギリシア人の攻撃が始まった。シケル人はカルタゴから贈られたタウロメニオンを死守し、さらには奪われた土地を奪回することを決意していた。

### 夜襲
ギリシアの歴史上最も有名な包囲戦はトロイアに対するものであるが、夜襲で決着がついている。ディオニュシオスも夜襲を好み、モティア包囲戦と第一次シュラクサイ包囲戦では夜襲を成功させていた。ディオニュシオスはシケル人を欺くトロイアの木馬のような物は持っていなかったが、まさに三度目の方法を見つたところであった。
ギリシア軍がナクソスに野営地を設営したとき、シケル人はこれに抵抗しなかった。冬至が近づくとタウロス山を雪が覆い、ギリシア軍はタウロメニオンの要塞の一つの警備が緩んでいることを確認した。ディオニュシオスは月明かりのない荒天の夜を選び、選抜された傭兵を率いて、おそらくは現在ギリシア劇場が建っている場所にあった要塞の城壁を梯子で乗り越えた。寒さと渓谷の凹凸のため彼らの姿は闇に隠れ、ディオニュシオス自身は顔に傷を負ったものの、容易にアクロポリスを占領することができた。

### 市街戦
しかし、ディオニュシオスが奇襲によって激烈な市街戦を避けようとしたのであれば、それは失敗した。ディオニュシオス率いる部隊が市内に突入した直後には、シケル兵は目覚めて集合し始めた。タウロス山のアクロポリスから多数の兵がかけつけ、隊列を整えると反撃を開始した。ディオニュシオスの兵は崖を登ったことですでに疲労しており、600のギリシア兵が直ちに倒され、生き残った兵も山の側面に追い詰められ、斜面を逃げ帰った。逃げ落ちる際に、多くのギリシア兵がその甲冑を脱ぎ捨てていた。ディオニュシオスはその胸甲を失わなかった数少ない一人であった - 小さな慰めに過ぎなかったが、彼の誇りの問題であった。タウロメニオン占領に失敗し、ディオニュシオスはシュラクサイに撤退した。

## その後
タウロメニオンでの敗北は、重大な結果をもたらした。ギリシア人都市であるアクラガスとメッセネは、この知らせが届くとディオニュシオスの支援者を権力者から引退させた。マゴが軍を組織してメッセネを攻撃すると事態はさらに悪化したが、ディオニュシオスはアバカエヌムの戦いに勝利してさらなる損害が降りかかることを避けることができた。タウロメニオンはその後2年間独立を維持したが、結局は大国の政治取引の犠牲となった。紀元前392年のクリサス川の戦いで膠着状態に陥ったマゴとディオニュシオスは紀元前398年に始まった戦争を終了させる条約を結んだが、その条項の一つとして、カルタゴはシュラクサイのシケル人支配を認めた。ディオニュシオスは紀元前391年にタウロメニオンを占領し、シケル人を追放して彼の傭兵を駐屯させた。紀元前358年にはギリシア人の都市として再建され、ローマ人の手に渡るまでギリシア人によって維持された。ディオニュシオスはシケリアでの問題を片付けた後の紀元前390年にレギオンに対する戦いを開始した。紀元前390年、紀元前398年と二度の失敗の後、紀元前397年についにレギオンの占領に成功する。3年後、ディオニュシオスは再びカルタゴとの戦争を開始するが、紀元前375年に彼の敗北で終了する。

## 参考資料
- Warry, John (1993). Warfare in The Classical World. Salamander Books Ltd.. ISBN 1-56619-463-6
- Lancel, Serge (1997). Carthage A History. Blackwell Publishers. ISBN 1-57718-103-4
- Kern, Paul B. (1999). Ancient Siege Warfare. Indiana University Publishers. ISBN 0-253-33546-9
- Church, Alfred J. (1886). Carthage, 4th Edition. T. Fisher Unwin
- Freeman, Edward A. (1894). History of Sicily Vol. IV. Oxford Press
- Caven, Brian (1990). Dionysius I: War-Lord of Sicily. Yale University Press. ISBN 0-300-04507-7
- Ray, Fred Eugene. (2008). Land Battles in 5th Century BC Greece. McFarland & Co. Inc. Publishers. ISBN 0-7864-3534-8

## その他文献
- Baker, G. P. (1999). Hannibal. Cooper Square Press. ISBN 0-8154-1005-0
- Bath, Tony (1992). Hannibal's Campaigns. Barns & Noble. ISBN 0-88029-817-0
- Bath, Tony (1992). Hannibal's Campaigns. Barns & Noble. ISBN 0-88029-817-0
- Freeman, Edward A. (1892). Sicily Phoenician, Greek & Roman, Third Edition. T. Fisher Unwin